# Agoudi N'Lkhair
Agoudi N'Lkhair  (in arabo اكودي نلخير‎?) è un centro abitato e comune rurale del Marocco situato nella provincia di Azilal, regione di Béni Mellal-Khénifra. Conta una popolazione di 11 752 abitanti (censimento 2014).